# Andipalayam
Andipalayam é uma vila no distrito de Coimbatore , no estado indiano de Tamil Nadu.

## Demografia
Segundo o censo de 2001,  Andipalayam  tinha uma população de 5471 habitantes. Os indivíduos do sexo masculino constituem 52% da população e os do sexo feminino 48%. Andipalayam tem uma taxa de literacia de 66%, superior à média nacional de 59.5%; com 58% para o sexo masculino e 42% para o sexo feminino. 11% da população está abaixo dos 6 anos de idade.